# Mikołaj Herburt Odnowski
Mikołaj Herburt Odnowski z Odnowa i Felsztyna herbu Herburt (zm. w 1555 roku, pochowany we Lwowie) – syn Piotra, wnuk Jana z Odnowa, prawnuk Frydrusza z Chlipel, wojewoda krakowski do 1555, wojewoda sandomierski do 1553, kasztelan przemyski od 1538, starosta generalny ruski w latach 1537-1555, starosta krasnostawski (1550), kasztelan biecki i starosta sądecki, doradca królowej Bony.

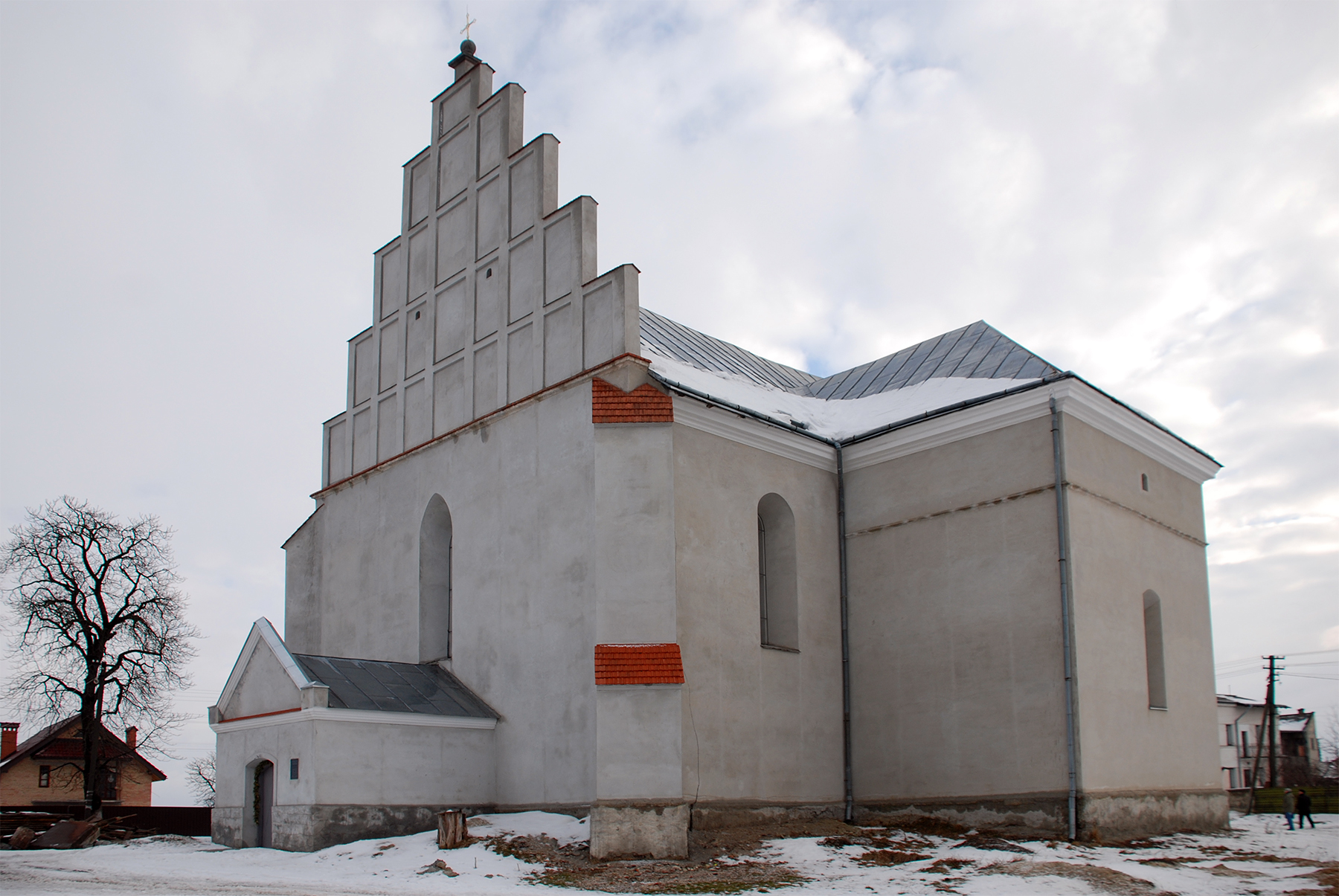
Kościół pw. św. Mikołaja w Kulikowie

Żonaty z Anną, córką burgrabiego krakowskiego Stanisława Feliksa Ligęzy. Właściciel zamku w Zboiskach 1529, który rozbudował i umocnił istniejące założenie.
Poseł na sejm piotrkowski 1533 roku z ziemi lwowskiej. 
Właściciel kompleksu dóbr na Pogórzu Bukowskim, Tokarni, Osławicy, Zahoczewia, zamku i folwarku w Zboiskach, sołectwo we wsi Prusiek, Bukowska z folwarkiem, Wolicy, Woli Piotrowej, Karlikowa, Przybyszowa, Płonnej wraz z folwarkiem, Wysoczan, Kamiennego, Mchawy, Żernicy, Roztoki Dolne, Kalnica, Graniczna, Radoszyc, które otrzymał za zasługi w roku 1539, oraz wsi Osławica, Dołżyca, Czystohorb, Jawornik, Wisłok Wielki. Dzierżawami dożywotnimi były wsie Artasów, Koszelów, Stroniatyn i Zachorzyce. Dobra dziedziczne Odnów i Sulinów. Z braku męskiego potomka dobra te miały przypaść stryjowi Janowi Herburtowi z Felsztyna. Mikołaj Herburt był fundatorem (1538) gotycko-renesansowego kościoła pw. św. Mikołaja w Kulikowie na ziemi lwowskiej.
Rodzeństwo; siostry: Katarzyna, Anna, Elżbieta i Barbara żona Stanisława Reya z Nagłowic, matka Mikołaja Reja.
Jego siostrzeńcem był Piotr Barzy, starosta lwowski.

## Literatura
- Adam Boniecki: Herbarz polski: wiadomości historyczno-genealogiczne o rodach szlacheckich. Cz. 1. T. 7. Warszawa : Warszawskie Towarzystwo Akcyjne Artystyczno-Wydawnicze, 1904, s. 257.